# Comedia de carácter

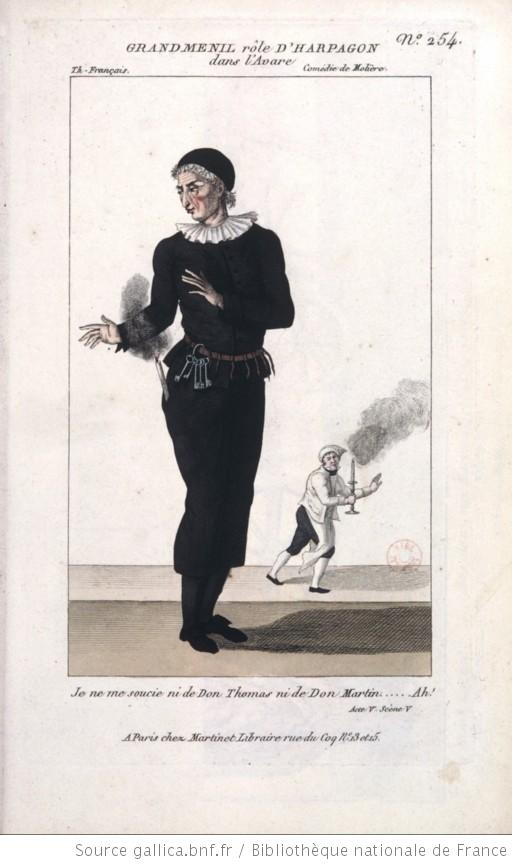
El actor Grand-Ménil en 1790, caracterizado para el papel de Harpagón, protagonista de El avaro de Molière.

La comedia de carácter o de caracteres es un subgénero dramático cómico centrado en algún personaje en que domina exagerado algún rasgo psicológico o moral que provoca la hilaridad, en contraste con todos los demás, que son normales.
El personaje principal está provisto de una manía, de una característica, de una obsesión que lo opone a los otros personajes. Este defecto particular es denunciado; en tanto que se trata de una comedia enfocada en un personaje en vez de en un medio social, se opone a la comedia de costumbres. 
Destacaron en este tipo de comedia el romano Plauto (Aulularia, Miles gloriosus), el mexicano Juan Ruiz de Alarcón (La verdad sospechosa), los españoles Guillén de Castro (El narciso en su opinión) y Agustín Moreto (El lindo don Diego) y el francés Molière (El avaro, El misántropo, Tartufo...). No hay que confundirla con la llamada comedia de figurón del barroco español, porque en la comedia de carácter el personaje es universal, pero en la comedia de figurón el personaje ridiculizado puede ser de pintoresquismo más bien regional (un hidalgo asturiano, por ejemplo), si bien existen elementos comunes.
Por lo general, la exageración de un rasgo psicológico o moral obedece al interés de criticar algún defecto moral o social mediante la sátira.